# Bordverf
Bordverf is verf waarop, eenmaal opgedroogd, met schoolbordkrijt kan geschreven worden. 
De verf kan worden aangebracht op verschillende ondergronden, zodat een kastdeur of een muur in een schoolbord kan veranderen. Ze kan gecombineerd worden met magneetverf en bestaat ook in verschillende kleuren.